# Gasthaus zum Kreuz (Gundelfingen an der Donau)

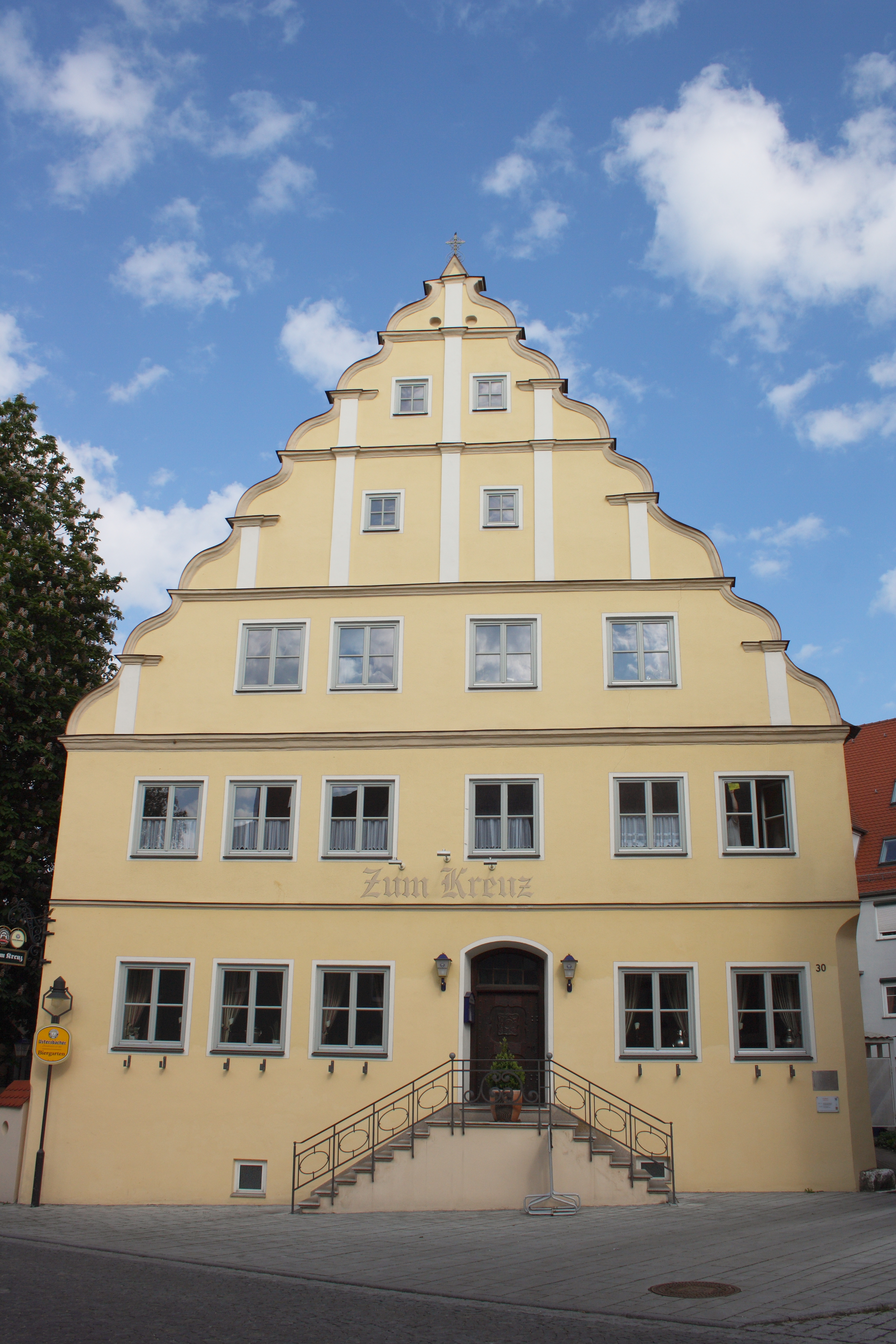
Giebel zur Hauptstraße

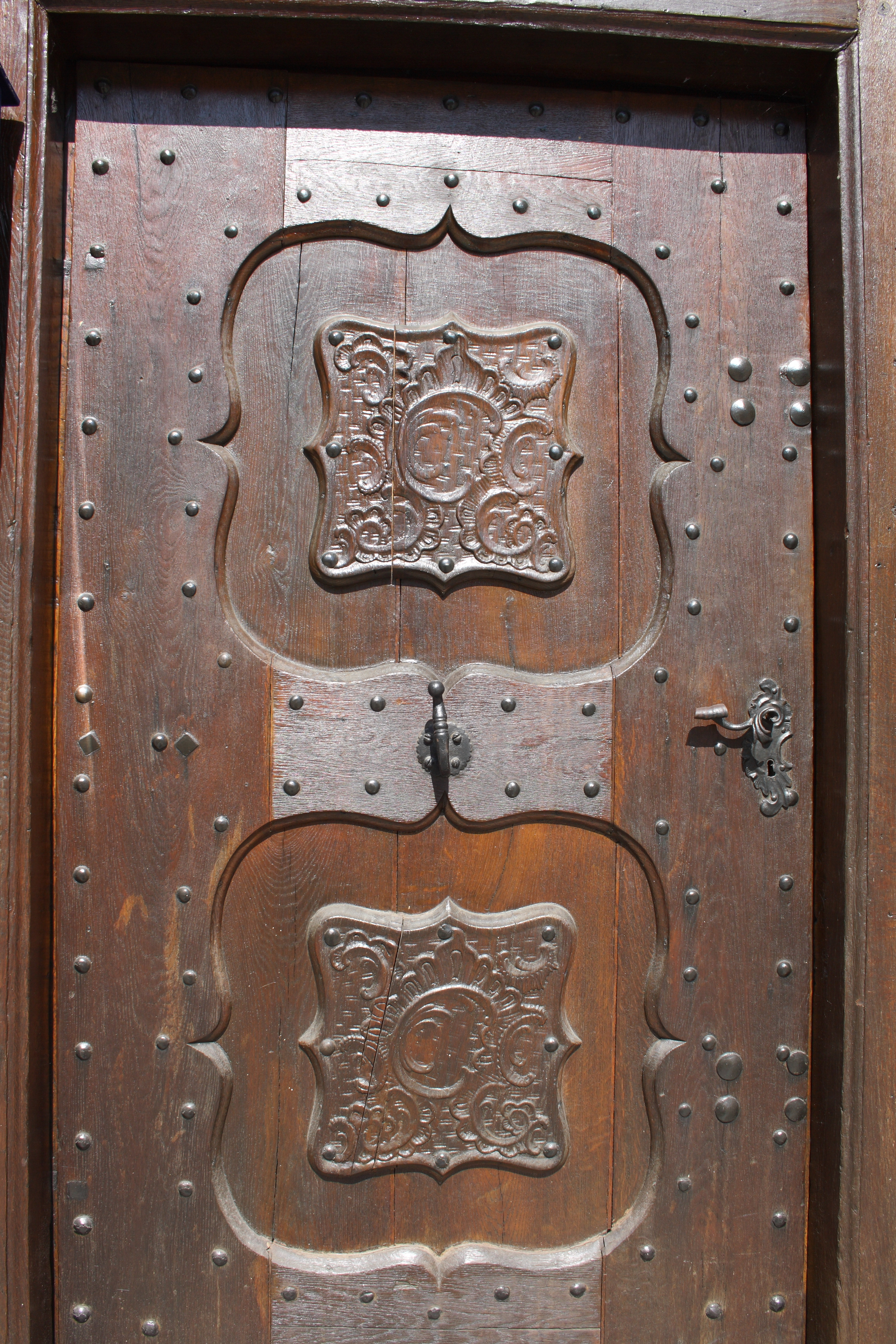
Tür mit Rokokoschnitzereien

Das Gasthaus zum Kreuz in Gundelfingen an der Donau, einer Stadt im schwäbischen Landkreis Dillingen an der Donau in Bayern, wurde Anfang des 17. Jahrhunderts errichtet. Das Gebäude an der Hauptstraße 30 ist ein geschütztes Baudenkmal.

## Architektur
Das schräg zur Straße stehende zweigeschossige Giebelhaus aus dem frühen 17. Jahrhundert steht auf einem hohen Keller. Eine zweiläufige Freitreppe führt zur Haustür mit Oberlicht, in deren Füllungen aufgesetzte Rokokoschnitzereien in Form von Vierpässen vorhanden sind. Ein schmales Profilgesims trennt die beiden Geschosse, ein breiteres Gesims bildet die Giebelbasis. Die beiden oberen der drei Giebelgeschosse werden durch Lisenen in sechs Zonen geteilt. Die Gesimse sind an den Lisenen verkröpft, den seitlichen Abschluss bilden S-Stufen mit Profilrand.
Der Mittelgang des Hauses ist mit einer flachen Tonne gedeckt, ebenso wie die Küche im rückwärtigen Teil. Am Hof schloss sich ein landwirtschaftliches Gebäude mit Brauerei an.